# Pec pod Sněžkou
Pec pod Sněžkou (en allemand : Petzer) est une petite ville et une station de sports d'hiver du district de Trutnov, dans la région de Hradec Králové, en Tchéquie. Sa population s'élevait à 648 habitants en 2020.

## Géographie
Pec se situe dans les monts des Géants et sur le territoire du parc national des Monts des Géants. Les plus hauts sommets de la Tchéquie — Sněžka (1 602 m), Studniční hora (1 554 m) — se trouvent sur le territoire de la commune ou à proximité immédiate — Luční hora (1 555 m) —, et sont visibles depuis le domaine skiable et la station. La Sněžka est reliée à la vallée par une cabine en deux tronçons construite en 2014, en replacement de l'ancien télésiège. La vallée est drainée par la rivière Úpa, un affluent de l'Elbe, dans laquelle elle se jette à Jaroměř.
Pec pod Sněžkou se trouve à 19 km au nord-ouest de Trutnov, à 55 km au nord de Hradec Králové et à 115 km au nord-est de Prague.
La commune est limitée par la Pologne au nord, par Malá Úpa et Horní Maršov et à l'est, par Svoboda nad Úpou et Janské Lázně au sud, et par Černý Důl, Strážné et Špindlerův Mlýn à l'ouest.

## Histoire
La première mention écrite de la localité date de 1511.

## Tourisme
Le domaine skiable, situé à l'extrémité de la station, est l'un des cinq plus vastes de la Tchéquie (13 km de pistes au total dont 7,4 km de pistes rouges et 5,1 km de pistes bleues). Il est constitué de trois petits secteurs interconnectés, offrant diverses expositions au soleil. Le secteur Javor offre des pistes entièrement enneigées par des canons à neige, ainsi que la plus longue piste de ski nocturne du pays. Le secteur Zahradky, qui convient particulièrement aux débutants, est situé au centre, tandis qu'un télésiège moderne de 4 places dessert le secteur Hnedy Vrch, secteur qui offre le plus fort dénivelé de la station.
La station est, comme ses voisines, très fréquentée. Cela a pour conséquence des files d'attente importantes, jusqu'à une vingtaine de minutes pour chaque remontée mécanique, notamment lors des semaines de vacances scolaires tchèques.
Une infrastructure de 8 500 lits a été construite à Pec afin de faire face au fort afflux de vacanciers.
Un skibus fait la navette deux fois par jour entre Trutnov et Pec.

## Personnalités
- Rudolf Lehnert (1878-1948), photographe, naturalisé français en 1931, est né dans un village de la commune : Velka Upa (Gross Aupa).